# A Woman's Folly (film 1910 Frenkel)
A Woman's Folly è un cortometraggio muto del 1910 diretto da Theo Bouwmeester (Theo Frenkel).

## Trama
Una donna sposata lascia la sua famiglia per andare a vivere con il migliore amico del marito. Tornerà dopo cinque anni, sfibrata e malata, per morire.

## Produzione
Il film fu prodotto dalla Hepworth.

## Distribuzione
Distribuito dalla Hepworth, il film - un cortometraggio di 175,26 metri - uscì nelle sale cinematografiche britanniche nel marzo 1910.
Si conoscono pochi dati del film che, prodotto dalla Hepworth, fu distrutto nel 1924 dallo stesso produttore, Cecil M. Hepworth. Fallito, in gravissime difficoltà finanziarie, il produttore pensò in questo modo di poter almeno recuperare il nitrato d'argento della pellicola.